# Ernst Hölder
Ernst Hölder (Leipzig, 2 de abril de 1901 — Mainz, 30 de junho de 1990) foi um matemático alemão.
Filho de Otto Hölder, trabalhou principalmente com física matemática. Foi membro da Academia de Ciências da Saxônia.